# Van Brienen (I)

Familiewapen van Van Brienen

Van Brienen (ook: Van Brienen van de Groote Lindt) is een Nederlandse familie waarvan leden sinds 1814 tot de Nederlandse adel behoren en in 1974 uitstierf.

## Geschiedenis
De stamreeks begint met de uit Amersfoort afkomstige Antonie van Brienen die in 1656 apotheker was in Rotterdam. Diens zoon vestigde zich als geneesheer in Leiden en zijn kleinzoon Wilhelmus (1697-1770) werd in 1732 poorter van Amsterdam en de stichter van de handelsfirma Willem van Brienen & Zoon.
Een zoon van de laatste, Willem Joseph (1760-1839) werd op 23 oktober 1811 verheven tot baron de l'Empire door keizer Napoleon, en werd op 9 december 1814 benoemd in de ridderschap van Holland. Op 12 januari 1825 volgde een verlening van de titel van baron bij eerstgeboorte en op 26 oktober 1835 erkenning van de titel van baron op allen.

## Enkele telgen
Willem Joseph baron van Brienen, heer van de Groote Lindt, Dortsmond, Stad aan het Haringvliet en Wassenaar (1760-1839), onder andere lid Eerste Kamer
- Arnoud Willem baron van Brienen, heer van de Groote Lindt, Dortsmond, Stad aan het Haringvliet en Wezenstein (1783-1854), onder andere lid Eerste Kamer
  - Willem Thierrij Arnold Maria baron van Brienen van de Groote Lindt (1814-1863), lid provinciale staten
    - Arnoud Nicolaas Justinus Maria baron van Brienen van de Groote Lindt (1839-1903), lid raad van voogdij over koningin Wilhelmina
      - Ida Cornelia Maria Adriana barones van Brienen, vrouwe van de Groote Lindt (1863-1913); trouwde in 1881 met mr. Louis Paul Marie Hubert baron Michiels van Verduynen, heer van Verduynen (1855-1929), wethouder van 's-Gravenhage, lid van provinciale staten van Zuid-Holland, lid van de Tweede Kamer der Staten-Generaal, secretaris-generaal van het Permanente Hof van Arbitrage
        - mr. Edgar Frederik Marie Justin baron Michiels van Verduynen, heer van de Groote Lindt en van Verduynen (1885-1952), minister

      - Eleonora Helena Louisa barones van Brienen (1868-1931); trouwde in 1886 met Philippe Charles Gérard graaf d'Alsace d'Hénin Liétard (1855-1914)
        - Nicole Hélène d'Hénin-Liétard (1892-1958); trouwde in 1917 met Jacques Fernand de Rohan-Chabot, graaf de Jarnac (1889-1958), lid van de familie De Rohan-Chabot

      - Marguerite Mary 'freule Daisy' barones van Brienen van de Groote Lindt. Zij gaf opdracht tot het aanleggen van de Japanse tuin op landgoed Clingendael.
      - Irène Blanche Nicolette barones van Brienen, vrouwe van Stad aan het Haringvliet (1883-1974), laatste telg van het adellijke geslacht van Brienen